# Autovalutazione
Si intende per autovalutazione il processo di valutazione della propria pratica (in genere, lavorativa), da parte di un Soggetto (in genere, un'organizzazione), allo scopo di migliorare le proprie modalità decisionali e gestionali, in funzione del miglioramento della qualità della propria attività (in genere, un servizio erogato a terzi).
L'autovalutazione funziona nella misura in cui è parte di un più ampio processo di apprendimento organizzativo.
In educazione, autovalutazione è un concetto centrale nelle prospettive pedagogiche che si muovono in una logica di ricerca - azione o di ricerca intervento e si prefiggono di realizzare, attraverso processi ponderati di (ri)organizzazione, la qualità del contesto educativo.
In Italia, in particolare, l'autovalutazione è stata espressamente messa a tema nell'ambito della pedagogia istituzionale come elemento qualificante dell'organizzazione del contesto educativo e della progettazione dell'attività didattica di una scuola.
In ambito accademico, sempre in Italia, il tema dell'autovalutazione è stato sviluppato soprattutto dal gruppo di ricerca dell'Università di Pavia che fa riferimento ad Egle Becchi: Anna Bondioli, Monica Ferrari, Antonio Gariboldi.
Dal 2015 l'autovalutazione è stata introdotta per legge nell'ambito del sistema nazionale di valutazione come prima fase della valutazione delle scuole. Le altre tre fasi sono: la valutazione esterna, le azioni di miglioramento e la rendicontazione sociale. L'autovalutazione delle scuole si realizza con un apposito strumento digitale denominato rapporto di autovalutazione (RAV).
In ambito europeo sono da prendere in considerazione le elaborazioni e le ricerche condotte dallo scozzese John MacBeath che hanno avuto uno sviluppo recente nella metodologia di autovalutazione e sviluppo d'istituto (MASI), diffusasi, agli inizi degli anni 2000, in Canton Ticino  .

## Autovalutazionee valutazione della qualità delcontesto educativo
Il gruppo di ricerca pavese, che fa riferimento ad Egle Becchi, ha trattato la questione dell'autovalutazione nell'ambito di un più articolato programma di ricerca e di studio che si occupa della valutazione della qualità educativa e, in particolare, della qualità del contesto educativo .
Nell'ambito della voluminosa produzione relativa alla valutazione della qualità educativa, risulta particolarmente importante, per un discorso sull'autovalutazione, l'AVSI (AutoValutazione della Scuola dell'Infanzia), un dispositivo elaborato dal gruppo di Pavia su richiesta del "Servizio Nazionale per la Qualità dell'Istruzione", nell'ambito del progetto di ricerca n. 5 del 1999-2000 – Interventi speciali per la valutazione di qualità nella scuola dell'infanzia – e pubblicato nel 2001 dal CEDE.
L'AVSI si articola in quattro scale, che descrivono la complessa ecologia della scuola dell'infanzia, dalle proposte educative alle attività professionali, dall'organizzazione del lavoro alle condizioni per un buon funzionamento. 
Secondo quanto affermano gli ideatori, lo strumento intende essere una "guida per l'occhio", uno strumento, appunto, di osservazione e riflessione in grado di consentire ad un'équipe, con il supporto di un formatore esterno, di identificare la fisionomia di qualità di una particolare realtà educativa, di ragionare sul proprio operato e di prospettare, su questa base, cambiamenti evolutivi della propria pratica .

## Autovalutazioneeanalisi metodologicadell'organizzazione delcontesto educativo
Sempre in Italia, nell'ambito della pedagogia istituzionale, sono state sviluppate, negli anni 1990 e 2000, alcune ricerche pionieristiche sull'autovalutazione nei servizi educativi per l'infanzia  .
Tali ricerche si fondano sul presupposto che la qualità educativa di un servizio è strettamente collegata alla capacità, da parte del soggetto gestore, di attivare processi di apprendimento organizzativo. 
Autovalutarsi, in questa prospettiva, coincide con la capacità, da parte di un'équipe educativa, di leggere la propria pratica, in relazione all'idea (condivisa dai membri dell'équipe) di ciò che può essere considerato un buon servizio educativo, e di realizzare, in relazione a tale lettura, interventi correttivi, miranti a costruire un contesto educativo sempre più vicino all'ideale riconosciuto come eccellenza. 
In una logica di ricerca - azione, valutazione e costruzione del progetto educativo sono pensati come un unico processo ricorsivo.
L'originalità della proposta, che si muove nell'ambito della pedagogia istituzionale, è quella di avere introdotto, nel processo di autovalutazione di un servizio, quella che Paolo Zanelli  ha chiamato analisi metodologica della pratica educativa, condotta attraverso "analizzatori" specificamente individuati (e negoziati).
Il concetto di "analizzatore" è un concetto proprio della Pedagogia istituzionale, nel cui ambito si parla, a rigore, di "analisi istituzionale", intendendo, con questo termine, un'indagine relativa ai “ruoli” e all'“organizzazione” del lavoro, che ha lo scopo di rendere il soggetto (di una pratica) attore del processo che sta vivendo. 
Nella rivisitazione fattane da Zanelli e dal gruppo di ricerca forlivese, l'obiettivo è quello di esplorare gli aspetti metodologici dell'attività di costruzione del contesto educativo, attraverso analizzatori metodologici, cioè analizzatori che permettono l'indagine relativa al “come” viene realizzata la costruzione del contesto educativo.

## L'autovalutazionein ambito europeo
In ambito europeo, sono da segnalare i contributi dello studioso scozzese John MacBeath, basati sul presupposto che, in un'ottica di ricerca - azione, il miglioramento della qualità educativa degli istituti scolastici possa essere realizzata solo attraverso il coinvolgimento e la partecipazione attiva dei diversi attori a tutte le fasi del processo di valutazione.
Di qui, la proposta di una metodologia centrata sull'autovalutazione, supportata da consulenti esterni che svolgano il compito di facilitatori (questa figura di consulente viene chiamata, da John MacBeath, "amico critico": critical friend).
Le proposte di John MacBeath hanno ispirato, verso la fine degli anni 1990, il Progetto Pilota della Commissione Europea Quality Evaluation in School Education, che ha coinvolto 101 istituti in 18 paesi europei.
La metodologia dellautovalutazione proposta da John MacBeath è, poi, stata sviluppata nel Canton Ticino, dando vita, all'inizio degli anni 2000, alla metodologia di autovalutazione e sviluppo d'istituto (MASI)  .
Una rassegna su approcci e pratiche di auto valutazione delle competenze nella formazione degli adulti è presentata dalla ricerca sullo stato dell'arte realizzata nell'ambito del progetto europeo "Vintage" - online tool for self eValuatIoN of key competences in adulT AGE - Reference: 527349-LLP-1-2012-1-IT-GRUNDTVIG-GMP - attraverso un esame on desk delle soluzioni di auto valutazione in Italia, Austria, Germania, Irlanda, Paesi Bassi e Svezia. Questa ricerca costituisce la base pratica e scientifica, a supporto del disegno di un framework di auto valutazione delle competenze chiave fondato sull'analisi della letteratura sul tema, su altri progetti e pratiche in uso in ambito europeo.
Il framework di auto valutazione "Vintage" è stato testato attraverso sette sessioni parallele di focus group, nei sei Paesi partner del progetto, coinvolgendo circa cento esperti e operatori del settore a livello europeo.
La procedura "Vintage" offre un'opzione alternativa ai test knowledge based a scelta multipla utilizzati per valutare le competenze. Un ruolo attivo viene assegnato a chi si auto valuta, chiamando in causa il senso di responsabilità, le abilità di riflessione e auto valutazione. La procedura si ispira alla prospettiva del Lifelong Learning, intendendo offrire uno strumento per il miglioramento e lo sviluppo personale, e non solo per finalità puramente selettive e professionali.
Il framework "Vintage" pone il proprio focus sul comportamento reale di una persona nel dimostrare in un contesto reale, o attraverso la ricostruzione di un contesto reale in una particolare situazione, al fine di auto valutare il livello di padronanza e la qualità della propria performance. Si tratta di un processo che richiede il coinvolgimento e la partecipazione di chi si auto valuta, una buona dose di riflessione, chiamando in causa meta competenze tipiche del processo di auto valutazione e particolarmente adatte a un contesto di apprendimento destinato ad adulti. Coinvolgendo l'adulto nel processo di auto valutazione, in modo attivo e responsabile, contribuisce ad aumentare la motivazione e le competenze stesse di autovalutazione secondo una prospettiva coerente con il Lifelong learning.
1) La prima fase del processo consiste nello scegliere la competenza, fra le otto competenze chiave indicate per il Lifelong Learning dalla Commissione Europea (2007), da cui iniziare l'auto valutazione;
2) si procede quindi a identificare il livello di padronanza della competenza selezionata, scegliendo uno fra cinque scenari possibili, ciascuno dei quali corrisponde, secondo una logica tassonomica, a livelli corrispondenti di padronanza:
1. posso fare se guidato (in situazioni note),
2. posso fare, posso scegliere (in situazioni note),
3. posso combinare, posso progettare (anche in situazioni non note),
4. posso migliorare, posso estendere ,
5. posso spiegare, posso insegnare.

3) Una volta identificato il livello di padronanza, si procede alla scelta di uno fra cinque dei cluster della competenza scelta. Uno scenario, corrispondente al cluster scelto, viene proposto a supporto dell'auto valutazione, indicando una situazione reale ma generica abbastanza affinché chi si auto valuta possa riconoscervi la propria esperienza e sulla base della situazione proposta richiamare alla mente e ricostruire la propria performance.
4) Nel passo successivo chi si auto valuta è guidato a prendere nota e a riflettere sulla propria esperienza e sul proprio comportamento agito servendosi del portfolio Vintage. Fra gli altri aspetti rilevanti della procedura "Vintage", questo mette in luce l'importanza e la rilevanza riconosciuta, nella prospettiva del Lifelong Learning, ai repertori di esperienze maturate sia in contesti formali, non formali o informali.
5) un set di domande di controllo guida l'utente ad assegnare un valore in una scala da 1(controllo di base) a 5 (ottimo controllo), a quattro qualità del comportamento agito:

1. Riflessività
2. Autonomia
3. Auto controllo
4. Efficacia

Le quattro dimensioni indicate si riferiscono all'esercizio, nell'azione, del pensiero critico, della creatività, dell'iniziativa, della capacità di soluzione dei problemi, dell'assunzione dei rischi, della capacità di prendere decisioni e della gestione delle emozioni, che qualificano l'espressione della competenza.
6) La stessa procedura deve essere ripetuta per ciascun cluster della competenza, per ottenere un risultato completo e un profilo di competenza. Il risultato dell'auto valutazione di ciascuna competenza è la descrizione di un profilo di competenza, che risulta dalla combinazione del livello di padronanza e dal valore assegnato alle diverse qualità della competenza per ciascun cluster.
Una descrizione completa e aggiornata del progetto "Vintage", dei report e dei risultati di ricerca, dei prodotti e dei materiali realizzati, è disponibile sul sito ufficiale del progetto "Vintage" 

### Autovalutazionee valutazione della qualità delcontesto educativo
- Monica Ferrari (a cura di), La valutazione di contesti prescolari : strumenti e realtà, Azzano San Paolo (BG), Junior, 1995;
- Anna Bondioli e Monica  Ferrari (a cura di), Manuale di valutazione del contesto educativo, Milano, Franco Angeli, 2000;
- Anna Bondioli (a cura di), AVSI. AutoValutazione della Scuola dell'Infanzia, Milano, Franco Angeli, 2001;
- Anna Bondioli e Monica Ferrari (a cura di), Verso un modello di valutazione formativa, Azzano S. Paolo (BG), Junior, 2004;
- Anna Bondioli e Monica Ferrari (a cura di), AVSI - AUTOVALUTAZIONE DELLA SCUOLA DELL'INFANZIA. Uno strumento di formazione e il suo collaudo, Azzano S.Paolo (BG), Junior, 2007

### L'autovalutazionee l'organizzazione delcontesto educativonellapedagogia istituzionale
- La qualità come processo, a cura di Paolo Zanelli, Milano, Franco Angeli, 1998;
- Autovalutazione e identità, a cura di Paolo Zanelli, Azzano San Paolo (BG), Edizioni Junior, 2000;
- Paolo Zanelli, Il processo di autovalutazione nella costruzione della qualità, in  Prospettive di qualità, Azzano San Paolo (BG), Edizioni Junior, 2003;
- Autovalutazione come risorsa,  a cura di Paolo Zanelli, Barbara Sagginati ed Elena Fabbri, Azzano San Paolo (BG), Edizioni Junior, 2004;
- Paolo Zanelli, Autovalutazione, in I bambini chiedono servizi di qualità, Azzano San Paolo (BG), Edizioni Junior, 2004.
- Paolo Zanelli, Autovalutazione ed “analisi metodologica” della pratica educativa, in "Bambini", giugno 2002;
- Paolo Zanelli, L'autovalutazione nelle scuole d'infanzia del Comune di Forlì, in "Bambini", giugno 2002;
- Paolo Zanelli, La ricerca sull'autovalutazione nei nidi della Provincia di Forlì-Cesena, in "Bambini", giugno 2002;
- Paolo Zanelli, La pratica dell'autovalutazione, in "Bambini", settembre 2002;
- Paolo Zanelli, Autovalutazione “perché” e “come”, in "Cooperazione educativa", gennaio-febbraio 2004.
- Marco Guspini, Learning Audit. Auto-valutazione per l'istruzione e la formazione nell'era della conoscenza, Anicia, Roma, 2003.

### L'autovalutazioned'istituto in Europa
- John MacBeath, Schools Must Speak for Themselves. The Case for School Self-evaluation, London, Routledge, 1999;
- Michael Schratz, Lars Bo Jakobsen, John MacBeath, Denis Meuret, Autovalutazione e cambiamento attivo nella scuola, trad. it. di Francesca Botto, Trento, Erickson, 2003 (ed. orig. in lingua inglese: 2000);
- Emanuele Berger, Autovalutazione d'istituto: origini senso ed esperienze, in Scuola ticinese, n. 272, gennaio-febbraio 2006.
- Emanuele Berger, Giorgio Ostinelli, Autovalutazione d'istitituto. Istruzioni per l'uso, Roma, Carocci, 2006.